# Daïra d'Ouacif
La daïra d'Ouacif est une circonscription administrative algérienne située dans la wilaya de Tizi Ouzou et la région de Kabylie. Son chef-lieu est situé sur la commune éponyme d'Ouacif.

## Communes
La daïra est constituée de trois :
- Aït Boumahdi ;
- Aït Toudert ;
- Ouacif.

La population totale de la daïra est de 24 947 habitants pour une superficie de 74,99 km2.

## Localisation
|                 | Aït Yenni            |           |
| Daïra d'Ouadhia | daïra d'Ouacif       | Aït Yenni |
|                 | ? (Wilaya de Bouira) |           |